# Radio2 on my mind
Radio2 on my mind è una trasmissione radiofonica andata in onda nel 2006 e nel 2007 sulle frequenze di Radio2 e condotta dalla cantante italiana Giorgia. Il titolo cita la celebre Georgia on my mind di Ray Charles, canzone tra le preferite dell'artista romana.
La prima edizione andava in onda in orario mattutino, nell'autunno 2006 (a partire dal 18 settembre 2006).
La seconda edizione è andata in onda in un orario completamente diverso, a tarda serata (dal lunedì al venerdì, dalle 22,30 alle 24), a partire dal 3 dicembre 2007 e fino all'11 gennaio.
Durante la trasmissione, Giorgia si esibiva cantando brani tratti dal suo repertorio, ma soprattutto grandi classici della musica internazionale. Nel corso delle puntate, si sono alternati in studio vari ospiti, tra i quali nella primissima puntata Pino Daniele, amico di vecchia data della cantante.